# Mésoi Apóstoloi
Mésoi Apóstoloi är en ort i Grekland.   Den ligger i prefekturen Nomós Kilkís och regionen Mellersta Makedonien, i den norra delen av landet, 300 km norr om huvudstaden Aten. Mésoi Apóstoloi ligger 112 meter över havet och antalet invånare är 117.
Terrängen runt Mésoi Apóstoloi är huvudsakligen platt, men den allra närmaste omgivningen är kuperad. Runt Mésoi Apóstoloi är det ganska glesbefolkat, med 43 invånare per kvadratkilometer. Närmaste större samhälle är Kilkis, 12,2 km nordost om Mésoi Apóstoloi. Trakten runt Mésoi Apóstoloi består till största delen av jordbruksmark.